# ジョーダン・ヘディング
ジョーダン・ヘディング（Jordan Heading、1996年1月30日 - ）は、フィリピンのバスケットボール選手。ポジションはポイントガード/シューティングガード。オーストラリア出身。フィリピンPBAのTNTトロパン・テキスターズに所属している。

## 来歴
学生時代はカリフォルニアバプテスト大学でプレイする。2年生に上がった時からスタメンに定着し、卒業するまでスタメンを外れたのは1試合だけだった。
2021年にはフィリピン代表として東京オリンピックの予選に出場した。
2021-22シーズンは台湾T1リーグの臺中葳格太陽で中国名 何喬登でプレイし、レギュラーシーズンでの3P決定数106を記録しリーグリーダーとなるなど活躍した。
2022年7月、2022-23シーズンからの長崎ヴェルカへの入団が発表された。長崎ヴェルカとして初めてのアジア特別枠選手獲得であった。
B.LEAGUE ALL-STAR GAME 2023のASIA RISING STAR GAMEにおいてアジア特別枠選手選抜「ASIA ALL-STARS」の一員として出場。3Pコンテストにも出場し、17pts獲得し3位となるなど活躍したが、2023年6月、一年で長崎ヴェルカを退団した。
2023-24シーズン途中、オーストラリアNBL1 CentralのWest Adelaide Bearcatsに短期加入。
2024シーズンよりPBAのコンバージ・ファイバーエクサーズに加入したがシーズン終盤に背中の怪我により離脱。シーズン終了後トレードによりTNTトロパン・テキスターズに移籍した。

## 個人成績

### レギュラーシーズン
| シーズン   | チーム       | GP | GS | MPG   | FG%  | 3P%  | FT%  | RPG | APG | SPG | BPG | TO  | PPG  |
| ---------- | ------------ | -- | -- | ----- | ---- | ---- | ---- | --- | --- | --- | --- | --- | ---- |
| T1 2021-22 | 臺中葳格太陽 | 29 | ?  | 31:59 | .540 | .370 | .750 | 4.6 | 2.4 | 1.2 | 0.3 | 1.9 | 19.9 |
| B2 2022-23 | 長崎         | 56 | 30 | 24:16 | .426 | .349 | .833 | 2.8 | 3.6 | 1.1 | 0.3 | 2.0 | 13.4 |

### ポストシーズン
| シーズン      | チーム | GP | GS | MPG   | FG%  | 3P%  | FT%  | RPG | APG | SPG | BPG | TO  | PPG |
| ------------- | ------ | -- | -- | ----- | ---- | ---- | ---- | --- | --- | --- | --- | --- | --- |
| B2 2022-23 PO | 長崎   | 7  | 4  | 22:49 | .250 | .161 | .889 | 3.3 | 1.7 | 0.4 | 0.3 | 1.6 | 7   |